# Majdan (kanton tuzlański)
Majdan – wieś w Bośni i Hercegowinie, w Federacji Bośni i Hercegowiny, w kantonie tuzlańskim, w gminie Kladanj. W 2013 roku pozostawała niezamieszkana.